# Марк Итон
Марк Едвард Итон (енгл. Mark Edward Eaton; Инглвуд, 24. јануар 1957 — Парк Сити, Јута, 28. мај 2021) био је амерички кошаркаш. Играо је на позицији центра. Закључно са сезоном 2020/21. је четврти најбољи блокер у историји НБА лиге, а пети ако се рачуна и АБА лига.

## Биографија
Итон је целу каријеру провео играјући за Јуту џез у НБА лиги. Наступао је од 1982. до 1993. године. Био је 72. пик на драфту 1982. године, када га је Јута изабрала у четвртој рунди.
Четири пута је био најбољи блокер НБА лиге, а са висином од 224 центиметара, био је познат по сјајној дефанзиви. Два пута је проглашен за дефанзивног играча године (1985, 1989) и једном је наступио на Ол-стар утакмици (1989). У просеку је у каријери бележио 6 поена, 7,9 скокова и 3,5 блокаде по мечу. Са 3,5 блокаде у просеку је најбољи блокер свих времена. Његов дрес са бројем 53 Јута је повукла из употребе.
На такмичењу у закуцавању на All-star викенду 2013. је учествовао у закуцавању Џеремија Еванса, када га је Еванс том приликом прескочио.
Дана 28. маја 2021. године, Итон је пронађен мртав у округу Самит, након што је дан раније возио бицикл.

## Успеси

### Појединачни
- НБА Ол-стар (1): 1989.
- Одбрамбени играч године НБА (2): 1985, 1989.
- Идеални одбрамбени тим НБА — прва постава (3): 1985, 1986, 1989.
- Идеални одбрамбени тим НБА — друга постава (2): 1987, 1988.